# Храм Казанской иконы Божией Матери (Борисоглеб)
Храм Казанской иконы Божией Матери — храм Владимирской епархии Русской православной церкви, расположенный в селе Борисоглеб Судогодского района Владимирской области.

## История
Село Борисо-Глебское в Баглачеве было Патриаршей вотчиной, которая впервые упоминалась в рукописях в 1504 году. Как видно из патриарших окладных книг 1628 года в Баглачевской волости уже существовала церковь страстотерпицев Христовых Бориса и Глеба. В 1643 году вместо этой церкви построена была новая по благословению святейшего Патриарха Московского Иосифа и освящена в честь Казанской иконы Божьей Матери с приделом в честь святых Бориса и Глеба. В второй половине XVII века здесь существовала и тёплая церковь во имя святителя Николая Чудотворца. В 1715 году тёплая Николаевская церковь сгорела, в 1717 году на том же месте на средства прихожан была построена новая церковь во имя того же святого. Эти две деревянные церкви существовали до 1776 года, но пришли в ветхость, и поэтому священнослужители и прихожане просили епископа Владимирского и Муромского Иеронима (Фармаковского), разрешить им построить новую каменную церковь во имя Казанской иконы Божьей Матери с приделами во имя Николая Чудотворца и святых Бориса и Глеба. Разрешение было дано, и в 1786 году освящена была трапезная церковь, а в 1790 году — основной престол. Деревянная церковь во имя святого Николая Чудотворца в 1780 году подарена была в село Суворотское, а церковь Казанская с колокольней употреблена на обжиг кирпича для строившейся церкви. В это время в Баглачевском приходе числилось уже 390 дворов. В 1858 году к церкви была пристроена каменная колокольня.
В 1864 году в дом священника была переведена из деревни Улыбышево земская школа, а в 1892 она стала церковно-приходской, в ней преподавали священнослужители Казанской церкви.
В XIX веке в приход входили деревни: Улыбышево, Занино, Ваневка, Головино, Михалево, Рогово, Федурново, Лопухино, Черепово, Прокунино, Крюково, Буланово. В 1889 году в деревне Буланово было открыто училище на средства купцов Тарасова и «…При училище была домовая церковь с престолом в честь Владимирской иконы Божией Матери». Эта церковь была приписана к Борисоглебскому приходу. Звон самого большого колокола, по свидетельству жителей села, в свое время был слышен даже во Владимире.
7 марта 1923 года была проведена опись церковного имущества Казанской церкви членами Улыбышевского волостного исполнительного комитета в присутствии председателя церковного Совета Ефима Матвеевича Матвеева, церковного старосты Ивана Ивановича Морозова и мирян Михаила Васильевича Шелаханова и Ивана Никитича Зеленова. В описи перечислено более 37 наименований церковных предметов. Она позволяет нам представить интерьер церкви до ее разграбления. Иконостас главного придела был деревянным золоченым, иконы верхних ярусов иконостаса — живописные, в нижнем ярусе были 3 иконы в металлических ризах с венцами и 5 в металлических ризах. Икона Казанской Божией Матери в нижнем ярусе была в серебряной золоченой ризе, к этому времени уже утраченной. 2 иконы у главного иконостаса в металлических ризах, причём на иконе Боголюбской Божией Матери — венцы серебряные. В храме были деревянная вызолоченная гробница, шитая золотом по бархату плащаница. В храме было 3 деревянных престолов, 3 деревянных жертвенника, иконы напрестольные: две в металлических ризах и одна живописная, 3 дарохранительницы: две из них серебряные вызолоченные и одна медновызолоченная. Евангелие большое в серебряном вызолоченном переплете, в описи перечислены облачения, кадила, чаши водосвятные и другие церковные предметы. Колокола были весом 596 пудов. В храме находились 4 шкафа для книг, богослужебных книг 221, в книжных шкафах хранились многие десятилетия книги.
В 1927 году был репрессирован приходской священник А. И. Софийский. Затем в 1930 году был первый раз арестован священник Александр Орлов, а затем повторно — в 1938 году. Богослужения в храме продолжались до 1939 года. Но храм был уже без колоколов, которые были сброшены в 1930-е годы. В 1936 году церковь еще действует и в ней числятся один священник А. Н. Григорьев, которого арестовали в том же году. Церковь закрывают по постановлению президиума облисполкома от 17 февраля 1939 года. Иконы и утварь разграбили. Но за церковью и кладбищем присматривали вплоть до 1960—1970 годов.
В начале мая 1995 года духовник Пафнутьево-Боровского монастыря схиархимандрит Власий (Перегонцев) благословил Марию Петровну Ярошенко на нелегкий труд возрождения храма. В начале сентября 1995 года архиепископ Владимирский и Суздальский Евлогий (Смирнов) благословил восстановление храма и 24 сентября в клубе «Досуг» города Радужного состоялось пер¬вое собрание учредителей прихода церкви во имя Казанской иконы Божией Матери села Борисоглеб, приписанной к селу Кадыево Судогодского района Владимирской области. Официальная регистрация церковной общины состоялась 13 октября того же года. Каждую субботу первые прихожане очищали храм и территорию вокруг него от мусора. К осени сделали ремонт в доме рядом с церковью, в нем открылся молебный дом. Совершались молебны на праздники в честь Николая Чудотворца и Казанской иконы Божией Матери.
Cилами прихода восстановлен интерьер тёплого и летнего придела храма, восстановлены маковки и фасад храма. Приход входит в состав церквей Радужного благочиния.